# Subway 400
Subway 400 var ett Nascar-lopp som kördes på ovalbanan Rockingham Speedway i Rockingham i North Carolina 1966-2004. Subway 400 var ett av två cup-lopp som årligen kördes på Rockingham Speedway, det andra var Pop Secret Microwave Popcorn 400 som kördes 1965-2003.
Rockingham Speedway fick sitt nuvarande namn efter det att cup-serien lämnat banan. Tidigare namn på banan var North Carolina Motor Speedway (1965–1996) och North Carolina Speedway (1997–2007). Segerrikaste föraren är Richard Petty med 7 vinster.

## Tidigare namn
- Peach Blossom 500 (1966)
- Carolina 500 (1967–1981, 1985)
- Warner W. Hodgdon Carolina 500 (1982–1984)
- Goodwrench 500 (1986–1995)
- Goodwrench Service 400 (1996–1997)
- GM Goodwrench Service Plus 400 (1998)
- Dura Lube/Big K 400 (1999)
- Dura Lube/Kmart 400 (2000)
- Dura Lube 400 (2001)
- Subway 400 (2002–2004)

## Vinnare genom tiderna
| Säsong  | Datum          | Nr | Förare          | Team                        | Konstruktör | Distans | Distans           | Tid      | Snitthastighet (mph) | Rapport |
| Säsong  | Datum          | Nr | Förare          | Team                        | Konstruktör | Varv    | Miles (km)        | Tid      | Snitthastighet (mph) | Rapport |
| ------- | -------------- | -- | --------------- | --------------------------- | ----------- | ------- | ----------------- | -------- | -------------------- | ------- |
| 1966    | 13 mars        | 99 | Paul Goldsmith  | Ray Nichels                 | Plymouth    | 500     | 500 (804,672)     | 4:59.55  | 100,027              | Rapport |
| 1967    | 18 juni        | 43 | Richard Petty   | Petty Enterprises           | Plymouth    | 500     | 500 (804,672)     | 4:46.35  | 104,682              | Rapport |
| 1968    | 16 juni        | 27 | Donnie Allison  | Banjo Matthews              | Ford        | 500     | 500 (804,672)     | 5:02.00  | 99,338               | Rapport |
| 1969    | 9 mars         | 17 | David Pearson   | Holman-Moody                | Ford        | 500     | 500 (804,672)     | 4:52.22  | 102,569              | Rapport |
| 1970    | 8 mars         | 43 | Richard Petty   | Petty Enterprises           | Plymouth    | 492     | 500,364 (805,257) | 4:18.32  | 116,117              | Rapport |
| 1971    | 14 mars        | 43 | Richard Petty   | Petty Enterprises           | Plymouth    | 492     | 500,364 (805,257) | 4:12.55  | 118,696              | Rapport |
| 1972    | 12 mars        | 71 | Bobby Isaac     | Nord Krauskopf              | Dodge       | 492     | 500,364 (805,257) | 4:23.50  | 113,895              | Rapport |
| 1973    | 18 mars        | 21 | David Pearson   | Wood Brothers Racing        | Mercury     | 492     | 500,364 (805,257) | 4:13.01  | 118,649              | Rapport |
| 1974    | 3 mars         | 43 | Richard Petty   | Petty Enterprises           | Dodge       | 443     | 450,531 (725,059) | 3:42:.50 | 121,622              | Rapport |
| 1975    | 2 mars         | 11 | Cale Yarborough | Junior Johnson & Associates | Chevrolet   | 492     | 500,364 (805,257) | 4:15.18  | 117,588              | Rapport |
| 1976    | 29 februari    | 43 | Richard Petty   | Petty Enterprises           | Dodge       | 492     | 500,364 (805,257) | 4:24.08  | 113,665              | Rapport |
| 1977    | 13 mars        | 43 | Richard Petty   | Petty Enterprises           | Dodge       | 492     | 500,364 (805,257) | 5:06.46  | 97,86                | Rapport |
| 1978    | 5 mars         | 21 | David Pearson   | Wood Brothers Racing        | Mercury     | 492     | 500,364 (805,257) | 4:17.17  | 116,681              | Rapport |
| 1979    | 4 mars         | 15 | Bobby Allison   | Bud Moore Engineering       | Ford        | 492     | 500,364 (805,257) | 4:06.30  | 122,727              | Rapport |
| 1980    | 9 mars         | 11 | Cale Yarborough | Junior Johnson & Associates | Oldsmobile  | 492     | 500,364 (805,257) | 4:36.06  | 108,735              | Rapport |
| 1981    | 1 mars         | 11 | Darrell Waltrip | Junior Johnson & Associates | Buick       | 492     | 500,364 (805,257) | 4:21.59  | 114,594              | Rapport |
| 1982    | 28 mars        | 27 | Cale Yarborough | M.C. Anderson Racing        | Buick       | 492     | 500,364 (805,257) | 4:03.27  | 108,992              | Rapport |
| 1983    | 6/13 mars      | 43 | Richard Petty   | Petty Enterprises           | Pontiac     | 492     | 500,364 (805,257) | 4:25.30  | 113,055              | Rapport |
| 1984    | 4 mars         | 22 | Bobby Allison   | DiGard Motorsports          | Buick       | 492     | 500,364 (805,257) | 4:03.55  | 122,931              | Rapport |
| 1985    | 3 mars         | 12 | Neil Bonnett    | Junior Johnson & Associates | Chevrolet   | 492     | 500,364 (805,257) | 4:21.10  | 114,953              | Rapport |
| 1986    | 2 mars         | 44 | Terry Labonte   | Billy Hagan                 | Oldsmobile  | 492     | 500,364 (805,257) | 4:09.10  | 120,488              | Rapport |
| 1987    | 1 mars         | 3  | Dale Earnhardt  | Richard Childress Racing    | Chevrolet   | 492     | 500,364 (805,257) | 4:15:23  | 117,556              | Rapport |
| 1988    | 6 mars         | 75 | Neil Bonnett    | RahMoc Enterprises          | Pontiac     | 492     | 500,364 (805,257) | 4:09.51  | 120,159              | Rapport |
| 1989    | 5 mars         | 27 | Rusty Wallace   | Blue Max Racing             | Pontiac     | 492     | 500,364 (805,257) | 4:20.47  | 115,122              | Rapport |
| 1990    | 4 mars         | 42 | Kyle Petty      | Sabco Racing                | Pontiac     | 492     | 500,364 (805,257) | 4:04.21  | 122,864              | Rapport |
| 1991    | 3 mars         | 42 | Kyle Petty      | Sabco Racing                | Pontiac     | 492     | 500,364 (805,257) | 4:01.57  | 124,083              | Rapport |
| 1992    | 1 mars         | 11 | Bill Elliott    | Junior Johnson & Associates | Ford        | 492     | 500,364 (805,257) | 3:58.02  | 126,125              | Rapport |
| 1993    | 28 februari    | 2  | Rusty Wallace   | Penske Racing               | Pontiac     | 492     | 500,364 (805,257) | 4:01.10  | 124,486              | Rapport |
| 1994    | 27 februari    | 2  | Rusty Wallace   | Penske Racing               | Ford        | 492     | 500,364 (805,257) | 3:59.43  | 125,239              | Rapport |
| 1995    | 26 februari    | 24 | Jeff Gordon     | Hendrick Motorsports        | Chevrolet   | 492     | 500,364 (805,257) | 3:59.15  | 125,305              | Rapport |
| 1996    | 25 februari    | 3  | Dale Earnhardt  | Richard Childress Racing    | Chevrolet   | 393     | 399,681 (643,224) | 3:30.26  | 113,959              | Rapport |
| 1997    | 23 februari    | 24 | Jeff Gordon     | Hendrick Motorsports        | Chevrolet   | 393     | 399,681 (643,224) | 3:17.35  | 121,371              | Rapport |
| 1998    | 22 februari    | 24 | Jeff Gordon     | Hendrick Motorsports        | Chevrolet   | 393     | 399,681 (643,224) | 3:24.51  | 117,065              | Rapport |
| 1999    | 21 februari    | 6  | Mark Martin     | Roush Racing                | Ford        | 393     | 399,681 (643,224) | 3:18.36  | 120,75               | Rapport |
| 2000    | 27 februari    | 18 | Bobby Labonte   | Joe Gibbs Racing            | Pontiac     | 393     | 399,681 (643,224) | 3:07.32  | 127,875              | Rapport |
| 2001    | 25-26 februari | 1  | Steve Park      | Dale Earnhardt, Inc.        | Chevrolet   | 393     | 399,681 (643,224) | 3:34:21  | 111,877              | Rapport |
| 2002    | 24 februari    | 17 | Matt Kenseth    | Roush Racing                | Ford        | 393     | 399,681 (643,224) | 3:27.40  | 115,478              | Rapport |
| 2003    | 23 februari    | 88 | Dale Jarrett    | Robert Yates Racing         | Ford        | 393     | 399,681 (643,224) | 3:23.29  | 117,852              | Rapport |
| 2004    | 22 februari    | 17 | Matt Kenseth    | Roush Racing                | Ford        | 393     | 399,681 (643,224) | 3:34.05  | 112,016              | Rapport |
| Källor: |                |    |                 |                             |             |         |                   |          |                      |         |

### Förare med flera segrar
| Vinster | Förare          | År                                       |
| ------- | --------------- | ---------------------------------------- |
| 7       | Richard Petty   | 1967, 1970, 1971, 1974, 1976, 1977, 1983 |
| 3       | David Pearson   | 1969, 1973, 1978                         |
| 3       | Cale Yarborough | 1975, 1980, 1982                         |
| 3       | Rusty Wallace   | 1989, 1993, 1994                         |
| 3       | Jeff Gordon     | 1995, 1997, 1998                         |
| 2       | Bobby Allison   | 1979, 1984                               |
| 2       | Neil Bonnett    | 1985, 1988                               |
| 2       | Kyle Petty      | 1990, 1991                               |
| 2       | Dale Earnhardt  | 1987, 1996                               |
| 2       | Matt Kenseth    | 2002, 2004                               |

### Team med flera segrar
| Vinster | Team                        | År                                       |
| ------- | --------------------------- | ---------------------------------------- |
| 7       | Petty Enterprises           | 1967, 1970, 1971, 1974, 1976, 1977, 1983 |
| 5       | Junior Johnson & Associates | 1975, 1980, 1981, 1985, 1992             |
| 3       | Hendrick Motorsports        | 1995, 1997, 1998                         |
| 3       | Roush Racing                | 1999, 2002, 2004                         |
| 2       | Wood Brothers Racing        | 1973, 1978                               |
| 2       | Sabco Racing                | 1990, 1991                               |
| 2       | Penske Racing               | 1993, 1994                               |

### Konstruktörer efter antal segrar
| Vinster | Konstruktör | År                                                   |
| ------- | ----------- | ---------------------------------------------------- |
| 9       | Ford        | 1968, 1969, 1979, 1992, 1994, 1999, 2002, 2003, 2004 |
| 8       | Chevrolet   | 1975, 1985, 1987, 1995, 1996, 1997, 1998, 2001       |
| 7       | Pontiac     | 1983, 1988, 1989, 1990, 1991, 1993, 2000             |
| 4       | Plymouth    | 1966, 1967, 1970, 1971                               |
| 4       | Dodge       | 1972, 1974, 1976, 1977                               |
| 3       | Buick       | 1981, 1982, 1984                                     |
| 2       | Mercury     | 1973, 1978                                           |
| 2       | Oldsmobile  | 1980, 1986                                           |